# Fédération française des Sociétés de sciences naturelles
La Fédération française des Sociétés de sciences naturelles (FFSSN) est une fédération qui regroupe des sociétés savantes et des associations dont l'objet est l’étude et la diffusion des sciences naturelles. Créée en 1912, elle est reconnue d'utilité publique en 1926.
Son but est de contribuer au progrès des sciences naturelles, à la protection de la Nature, au développement et à la coordination des activités des Associations fédérées et à l’expansion scientifique française dans le domaine des sciences naturelles.
Elle a son siège au Muséum national d'histoire naturelle, 57 rue Cuvier - 75231 Paris.

## Origine
La FFSSN a été créée en 1919 sur proposition de la Société zoologique de France par 13 sociétés savantes : l’Association des Anatomistes, les Sociétés entomologique de France, d'Acclimatation, de Pisciculture, de Botanique, de Mycologie, de Pathologie végétale, de Biologie, Philomatique, Géologique, des Naturalistes parisiens et de Chimie biologique.
Elle est reconnue d'utilité publique par décret du 30 juin 1926.

## Associations adhérentes
Un très grand nombre d'associations naturalistes, nationales comme locales, sont membres de la Fédérations, notamment des sociétés d'histoire naturelle, de botanique, d'écologie, de géologie, mycologiques, d'entomologie, d'ornithologie, de mammalogie, d'ichtyologie, d'herpétologie, la Société des Amis du Muséum, etc.

## Publications
Depuis sa création, la FFSSN a géré et publié 5 revues ou publications :
- L’ANNÉE BIOLOGIQUE (1920-1988).
- NATURALIA (1954-1961)
- LA REVUE DE LA FFSSN (1950-1961)
- REVUE DE LA FFSSN (1962-1973)
- LA REVUE DE LA FFSSN (Depuis 1983)
- LA LETTRE DE LA FEDERATION (1990-2001)

Actuellement, la Fédération publie la Revue de la Fédération Française des Sociétés de Sciences Naturelles. Il s'agit d'un bulletin de liaison. Un de ses principaux objectifs actuels est de publier les sommaires des périodiques publiés par les Sociétés membres, particulièrement les Sociétés locales. Ce bulletin contient aussi les informations sur les activités de la Fédération, la vie des Sociétés et notamment les campagnes ou les enquêtes lancées à l’échelon national par des Sociétés membres.
La Fédération édite en outre la Faune de France. Depuis 1921, date de publication du premier titre, 92 volumes sont parus. Cette collection est constituée par des ouvrages de faunistique spécialisés destinés à permettre l’identification des vertébrés, invertébrés et protozoaires, traités par ordre ou par famille que l’on rencontre en France ou dans une aire géographique plus vaste comprenant ce pays. Ces ouvrages s’adressent aussi bien aux professionnels qu’aux amateurs. Ils visent à être des ouvrages de référence, rassemblant, notamment les plus récents, l’essentiel des informations scientifiques disponibles à leur date de parution sur le groupe d’animaux traités. L’édition de nouveaux volumes, interrompue en 1966, a repris en 1983 grâce à une action de mécénat d'Électricité de France.